# Campeonato Sul-Americano de Rugby Seven Masculino de 2013
O Campeonato Sul-Americano de Rugby Seven Masculino de 2013 foi realizado nos dias 23 e 24 de fevereiro, no estádio da Gávea, no Rio de Janeiro. O evento contou com os torneios masculino e feminino.

O título ficou com a Argentina, hexacampeão sul-americana, que devolveu na final a derrota do ano passado para o Uruguai.
Brasil garantiu a terceira posição do torneio, após empatar com o Chile e garantir a vantagem no critério de pontos marcados.

## Seleções participantes
| Grupo A                                                                   | Grupo B                                                              |
| ------------------------------------------------------------------------- | -------------------------------------------------------------------- |
| - Uruguai (1) - Paraguai (4) - Brasil (5) - Venezuela (8) - Guatemala (9) | - Argentina (2) - Chile (3) - Peru (6) - Colômbia (7) - Equador (10) |

- Posições no 2012 entre parênteses

## 1 Fase

### Grupo A
| 23 de Fevereiro de 2013 |        |           |  |
| Brasil                  | 40 - 0 | Guatemala |  |
|                         |        |           |  |

| 23 de Fevereiro de 2013 |         |           |  |
| Paraguai                | 24 - 12 | Venezuela |  |
|                         |         |           |  |

| 23 de Fevereiro de 2013 |        |           |  |
| Brasil                  | 36 - 5 | Venezuela |  |
|                         |        |           |  |

| 23 de Fevereiro de 2013 |        |           |  |
| Uruguai                 | 27 - 0 | Guatemala |  |
|                         |        |           |  |

| 23 de Fevereiro de 2013 |        |        |  |
| Uruguai                 | 24 - 7 | Brasil |  |
|                         |        |        |  |

| 23 de Fevereiro de 2013 |        |           |  |
| Paraguai                | 41 - 5 | Guatemala |  |
|                         |        |           |  |

| 23 de Fevereiro de 2013 |        |           |  |
| Venezuela               | 26 - 5 | Guatemala |  |
|                         |        |           |  |

| 23 de Fevereiro de 2013 |         |          |  |
| Uruguai                 | 17 - 10 | Paraguai |  |
|                         |         |          |  |

| 24 de Fevereiro de 2013 |        |           |  |
| Uruguai                 | 45 - 0 | Venezuela |  |
|                         |        |           |  |

| 24 de Fevereiro de 2013 |         |        |  |
| Paraguai                | 10 - 29 | Brasil |  |
|                         |         |        |  |

#### Classificação
| Seleção   | Vitórias | Empates | Derrotas | Pontos a favor | Pontos contra | Pontos +/- | Pontos |
| --------- | -------- | ------- | -------- | -------------- | ------------- | ---------- | ------ |
| Uruguai   | 4        | 0       | 0        | 113            | 17            | +96        | 12     |
| Brasil    | 3        | 0       | 1        | 112            | 39            | +73        | 9      |
| Paraguai  | 2        | 0       | 2        | 85             | 65            | +20        | 6      |
| Venezuela | 1        | 0       | 3        | 43             | 110           | -67        | 3      |
| Guatemala | 0        | 0       | 4        | 12             | 134           | -122       | 0      |

Pontuação: Victoria = 3, Empate = 1, Derrota = 0 

### Grupo B
| 23 de Fevereiro de 2013 |        |         |  |
| Peru                    | 33 - 7 | Equador |  |
|                         |        |         |  |

| 23 de Fevereiro de 2013 |        |          |  |
| Chile                   | 31 - 0 | Colômbia |  |
|                         |        |          |  |

| 23 de Fevereiro de 2013 |         |          |  |
| Peru                    | 15 - 19 | Colômbia |  |
|                         |         |          |  |

| 23 de Fevereiro de 2013 |        |         |  |
| Argentina               | 52 - 0 | Equador |  |
|                         |        |         |  |

| 23 de Fevereiro de 2013 |        |         |  |
| Chile                   | 34 - 0 | Equador |  |
|                         |        |         |  |

| 23 de Fevereiro de 2013 |        |      |  |
| Argentina               | 49 - 0 | Peru |  |
|                         |        |      |  |

| 23 de Fevereiro de 2013 |        |       |  |
| Argentina               | 24 - 7 | Chile |  |
|                         |        |       |  |

| 24 de Fevereiro de 2013 |        |         |  |
| Colômbia                | 31 - 0 | Equador |  |
|                         |        |         |  |

| 24 de Fevereiro de 2013 |        |      |  |
| Chile                   | 28 - 7 | Peru |  |
|                         |        |      |  |

| 24 de Fevereiro de 2013 |        |          |  |
| Argentina               | 27 - 0 | Colômbia |  |
|                         |        |          |  |

#### Classificação
| Seleção   | Vitórias | Empates | Derrotas | Pontos a favor | Pontos contra | Pontos +/- | Pontos |
| --------- | -------- | ------- | -------- | -------------- | ------------- | ---------- | ------ |
| Argentina | 4        | 0       | 0        | 152            | 7             | +145       | 12     |
| Chile     | 3        | 0       | 1        | 100            | 31            | +69        | 9      |
| Colômbia  | 2        | 0       | 2        | 50             | 73            | -23        | 6      |
| Peru      | 1        | 0       | 3        | 55             | 103           | -48        | 3      |
| Equador   | 0        | 0       | 4        | 7              | 150           | -143       | 0      |

Pontuação: Vitória = 3, Empate = 1, Derrota = 0 

## Fase Final

### Semifinal Taça Bronze
| 24 de Fevereiro de 2013 |        |      |  |
| Paraguai                | 7 - 14 | Peru |  |
|                         |        |      |  |

| 24 de Fevereiro de 2013 |        |           |  |
| Colômbia                | 12 - 5 | Venezuela |  |
|                         |        |           |  |

### Copa Estímulo
| 24 de Fevereiro de 2013 |         |         |  |
| Guatemala               | 19 - 17 | Equador |  |
|                         |         |         |  |

### Disputa do 7º lugar
| 24 de Fevereiro de 2013 |        |           |  |
| Paraguai                | 27 - 0 | Venezuela |  |
|                         |        |           |  |

### Final Taça Bronze
| 24 de Fevereiro de 2013 |         |          |  |
| Peru                    | 14 - 19 | Colômbia |  |
|                         |         |          |  |

### Quadrangular Taça Ouro
| 24 de Fevereiro de 2013 |        |       |  |
| Uruguai                 | 10 - 7 | Chile |  |
|                         |        |       |  |

| 24 de Fevereiro de 2013 |         |        |  |
| Argentina               | 31 - 12 | Brasil |  |
|                         |         |        |  |

| 24 de Fevereiro de 2013 |        |        |  |
| Uruguai                 | 17 - 7 | Brasil |  |
|                         |        |        |  |

| 24 de Fevereiro de 2013 |        |       |  |
| Argentina               | 14 - 0 | Chile |  |
|                         |        |       |  |

| 24 de Fevereiro de 2013 |      |       |  |
| Brasil                  | 7 -7 | Chile |  |
|                         |      |       |  |

| 24 de Fevereiro de 2013 |        |           |  |
| Uruguai                 | 5 - 19 | Argentina |  |
|                         |        |           |  |

#### Classificação
| Seleção   | Vitórias | Empates | Derrotas | Pontos a favor | Pontos contra | Pontos +/- | Pontos |
| --------- | -------- | ------- | -------- | -------------- | ------------- | ---------- | ------ |
| Argentina | 3        | 0       | 0        | 64             | 17            | +47        | 9      |
| Uruguai   | 2        | 0       | 1        | 32             | 33            | -1         | 6      |
| Brasil    | 0        | 1       | 2        | 26             | 55            | -29        | 1      |
| Chile     | 0        | 1       | 2        | 14             | 31            | -17        | 1      |

Pontuação: Vitória = 3, Empate = 1, Derrota = 0 

## Campeão
| Sul-Americano Seven 2013 |
| ------------------------ |
| ARGENTINA Campeão        |

| URUGUAI Vice-Campeã |

| BRASIL 3° lugar |